# Historia del Canal de Panamá

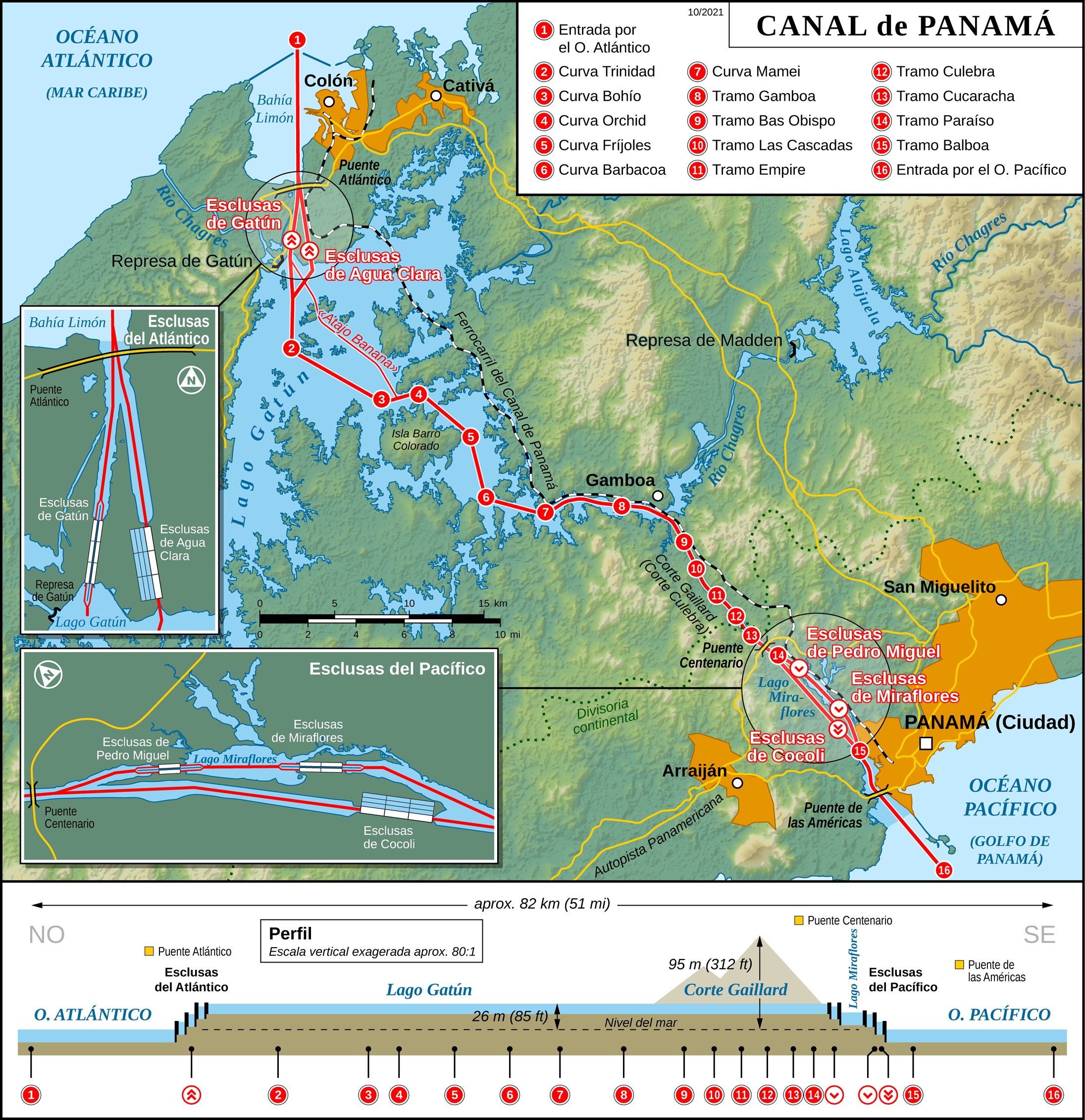
Mapa del Canal de Panamá.

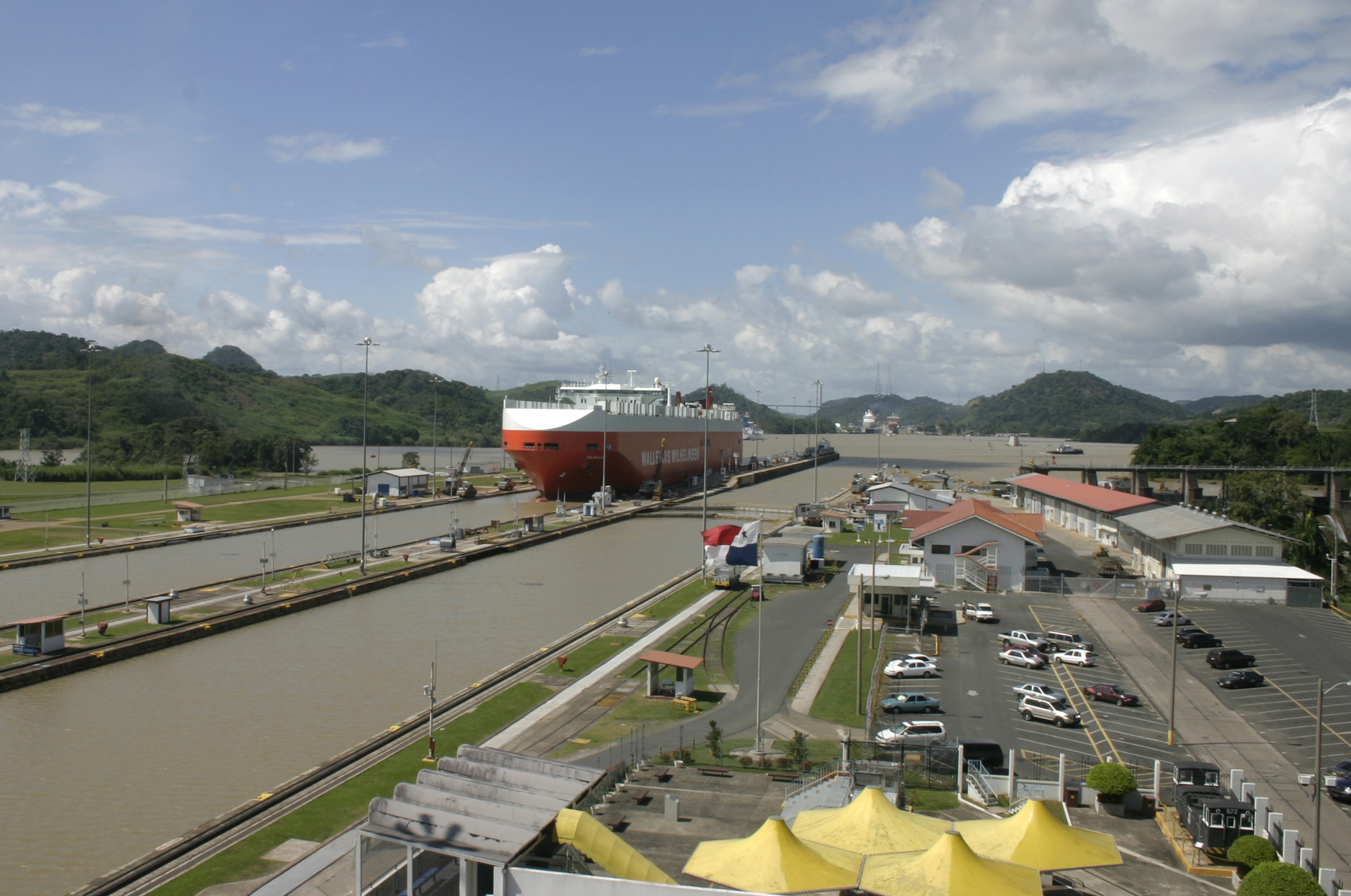
Esclusa de Miraflores en 2004

La historia del Canal de Panamá comienza en 1513 cuando Vasco Núñez de Balboa cruzó por primera vez el istmo. El estrecho puente terrestre entre América del Norte y del Sur alberga el Canal de Panamá, un paso de agua entre los océanos Atlántico y Pacífico. Los primeros colonos europeos reconocieron este potencial y se hicieron varias propuestas para un canal.
A fines del siglo XIX, los avances tecnológicos y la presión comercial permitieron que la construcción comenzara en serio. El conocido ingeniero de canales Ferdinand de Lesseps negoció un acuerdo con Colombia, que por esa época incluía en su territorio el istmo de Panamá,  y dirigió un intento inicial de Francia para construir un canal al nivel del mar. Acosado por sobrecostos debido a la severa subestimación de las dificultades para excavar la accidentada tierra de Panamá, las grandes pérdidas de personal en Panamá debido a enfermedades tropicales y la corrupción política en Francia en torno al financiamiento del proyecto masivo, el canal solo estaba parcialmente terminado.
El interés en un proyecto de canal liderado por Estados Unidos aumentó tan pronto como Francia abandonó el proyecto. Inicialmente, el sitio de Panamá era políticamente desfavorable en los EE. UU.. Por una variedad de razones, incluida la mancha de los fallidos esfuerzos franceses y la negativa por parte del gobierno colombiano de permitir la instalación de una base militar de EE. UU. en territorio colombiano. Primero, Estados Unidos buscó construir un canal completamente nuevo a través de Nicaragua.
El ingeniero y financista francés Philippe-Jean Bunau-Varilla desempeñó un papel clave en el cambio de actitudes estadounidenses. Bunau-Varilla tenía una gran participación en la fallida empresa francesa del canal, y sólo podía ganar dinero con su inversión si se completaba el Canal de Panamá. El extenso cabildeo de los legisladores estadounidenses, junto con su apoyo a un naciente movimiento de independencia entre el pueblo panameño, llevó a una revolución simultánea en Panamá y la negociación del Tratado Hay-Bunau Varilla que aseguró tanto la independencia de Panamá como el derecho de Estados Unidos a liderar un renovado esfuerzo para construir el canal. La respuesta de Colombia al movimiento independentista panameño se vio atenuada por la presencia militar estadounidense; la medida se cita a menudo como un ejemplo clásico de la era de la diplomacia de las cañoneras.
El éxito de Estados Unidos dependía de dos factores. Primero fue convertir el plan original francés sobre el nivel del mar en un canal más realista controlado por esclusas. El segundo fue el control de las enfermedades que diezmó tanto a los trabajadores como a la dirección bajo el intento francés original. El ingeniero jefe inicial John Frank Stevens construyó gran parte de la infraestructura necesaria para la construcción posterior; el lento progreso en el canal mismo llevó a su reemplazo por George Washington Goethals. Goethals supervisó la mayor parte de la excavación del canal, incluido el nombramiento del mayor David du Bose Gaillard para supervisar el proyecto más abrumador, el Corte Culebra a través del terreno más accidentado de la ruta. Casi tan importantes como los avances de la ingeniería fueron los avances en el cuidado de la salud realizados durante la construcción, dirigida por William C. Gorgas, un experto en el control de enfermedades tropicales como la fiebre amarilla y la malaria. Gorgas fue uno de los primeros en reconocer el papel de los mosquitos en la propagación de estas enfermedades y, al centrarse en controlar los mosquitos, mejoró enormemente las condiciones de los trabajadores.
El 7 de enero de 1914 el barco grúa francés Alexandre La Valley se convirtió en el primero en realizar la travesía, y el 1 de abril de 1914 la construcción se completó oficialmente con la entrega del proyecto de la constructora al gobierno de la Zona del Canal. El estallido de la Primera Guerra Mundial provocó la cancelación de cualquier celebración oficial de "gran inauguración", y el canal se abrió oficialmente al tráfico comercial el 15 de agosto de 1914 con el tránsito del SS Ancón.
Durante la Segunda Guerra Mundial, el canal resultó ser una parte vital de la estrategia militar de los Estados Unidos, permitiendo que los barcos se transfirieran fácilmente entre el Atlántico y el Pacífico. Políticamente, el Canal siguió siendo territorio de los Estados Unidos hasta 1977, cuando los Tratados Torrijos-Carter iniciaron el proceso de transferencia del control territorial de la Zona del Canal de Panamá a Panamá, proceso que finalizó el 31 de diciembre de 1999.
El Canal de Panamá continúa siendo una empresa comercial viable y un vínculo vital en el transporte marítimo mundial, y continúa siendo actualizado y mantenido periódicamente. El proyecto de expansión del Canal de Panamá comenzó a construirse en 2007 y comenzó a operar comercialmente el 26 de junio de 2016. Las nuevas esclusas permiten el tránsito de buques Post-Panamax y New Panamax más grandes, que tienen una mayor capacidad de carga de la que podían albergar las esclusas originales.

## Historia Virreinal

### España

#### Carlos I

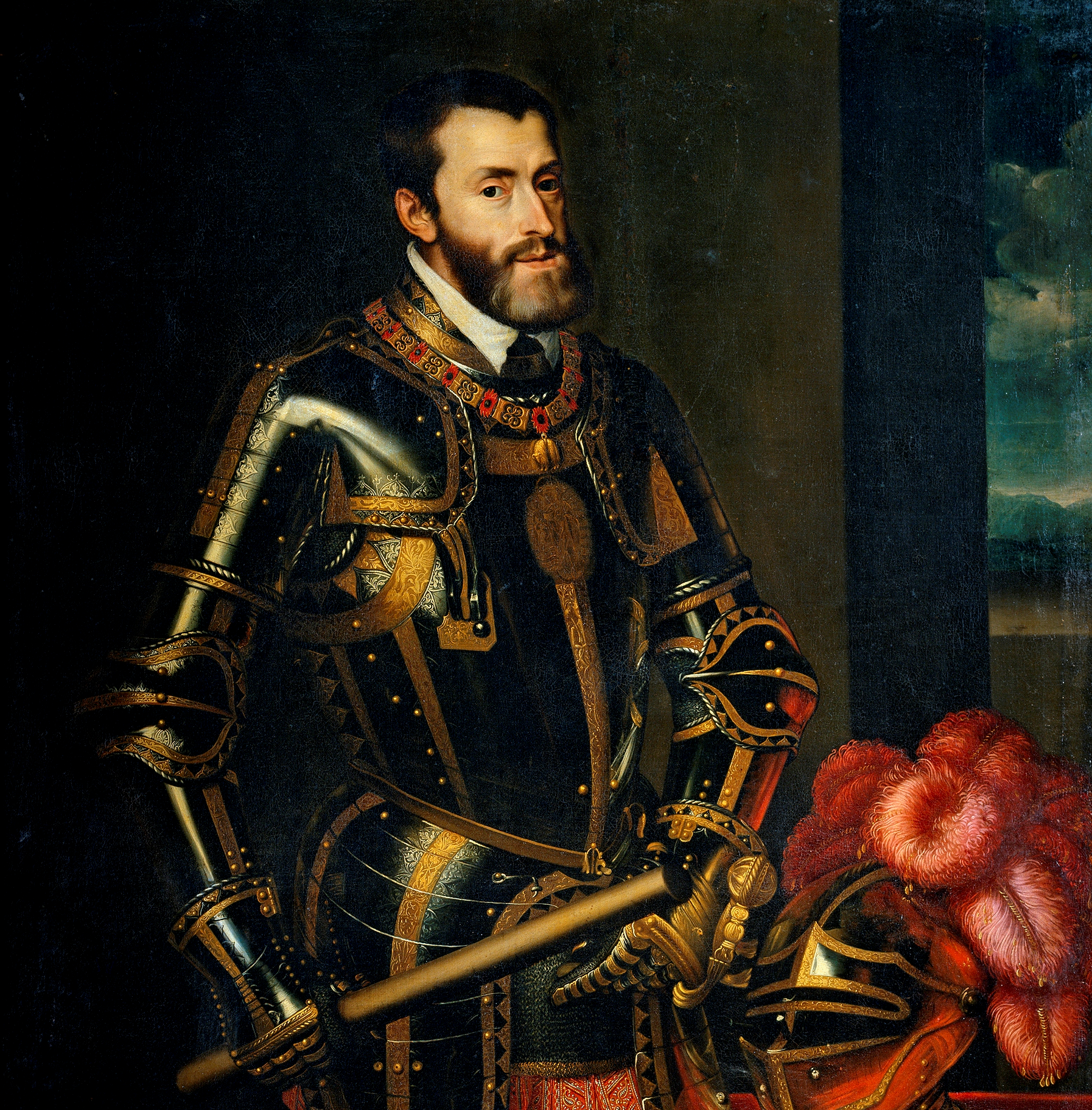
Carlos I de España y V del Imperio Germánico, pintado por el artista Tiziano.

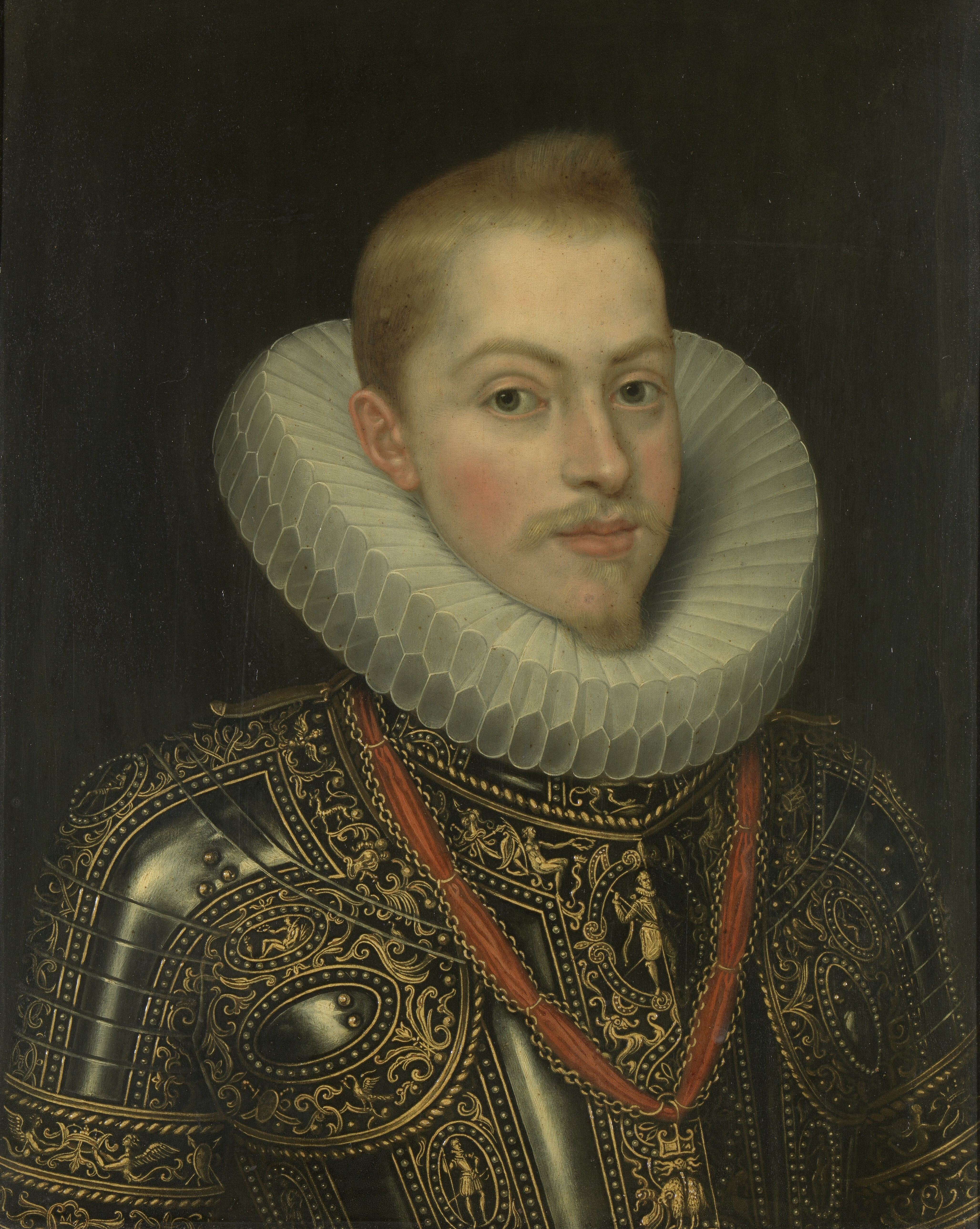
Felipe III de España, pintado por el artista Frans Pourbus el Joven

En el año de 1513, Vasco Núñez de Balboa llevó a los españoles a descubrir el Pacífico oriental, y construyó un camino sencillo que él uso para acarrear sus buques desde Santa María la Antigua del Darién en la costa Atlántica de Panamá a la bahía de San Miguel y el mar del Sur (Pacífico). Este camino tenía unos 650 km de largo, pero pronto fue abandonado.
En noviembre de 1515, el capitán Antonio Tello de Guzmán descubrió un camino que cruzaba el Istmo desde el golfo de Panamá a Portobelo, pasando por el sitio de Nombre de Dios. Este camino muy probablemente de origen indígena, fue mejorado y pavimentado por los españoles, y se convirtió en el Camino Real. Este camino fue utilizado para acarrear el oro obtenido hacia el almacén en Portobelo para su transporte a España, y fue el primer gran cruce de carga del Istmo de Panamá.
En el año de 1526, Carlos V, emperador del Sacro Imperio Romano-Germánico y rey de España, sugirió que cortando un pedazo de tierra en algún lugar de Panamá, los viajes desde el Virreinato del Perú serían más cortos y permitirían un viaje más rápido y menos arriesgado de ida y vuelta a España para buques que transportaban productos. En 1560 se llevó a cabo una inspección del Istmo y se realizó el primer plan de trabajo para construir un canal, que a la postre resultó inviable para los medios existentes en la época.
El camino desde Portobelo al Pacífico tuvo sus problemas, y en el año de 1553, el licenciado Gaspar de Espinosa recomendó al rey de que un nuevo camino no fuese construido. Su plan era construir un camino desde la Ciudad de Panamá, que era la terminal en el Pacífico de El Camino Real, a la ciudad de Cruces, a orillas del río Chagres y cerca de 35 km de El Paraguay. Una vez en el río Chagres, los barcos transportarían carga hacia el Caribe. Esta carretera fue construida, y se conoció como El Camino de Cruces. En la desembocadura del Chagres, el pequeño pueblo de Chagres fue fortificado, y la fortaleza de San Lorenzo fue construida sobre una colina, con vistas a la zona. Desde Chagres, los tesoros y los bienes fueron transportados al almacén del rey en Portobelo, para ser almacenado hasta que la flota del tesoro saliera para España.
Este camino duró muchos años, y fue utilizado incluso en la década de 1840 por los buscadores de oro contagiados por la fiebre del oro que atravesaba California.

#### Otros monarcas
Felipe II canceló el proyecto alegando motivos religiosos y por la creencia del informe de José de Acosta de que, al estar un océano a distinto nivel que otro, tendría como consecuencia una inundación. También se contempló que otras potencias marítimas podrían sacar partido del canal.
Felipe III ordenó al gobernador Diego Fernández Velasco que hiciese efectuar exploraciones en el golfo de San Miguel y por el río Tuira para construir el canal. Se encargó la realización de un estudio a ingenieros holandeses, los cuales entregaron este informe a la real audiencia de Panamá y esta, a su vez, al rey. Sin embargo, el Consejo de Indias consideraba que la unión de los dos océanos era un peligro para el reino de España y que la seguridad del poderío de España en América se vería expuesta por el canal. Durante el siglo XVIII hubo más proyectos e informes, pero la Corona consideró otras prioridades.

### El intento de Escocia (Proyecto colonial)
En julio de 1668, Mark Duke construyó cinco navíos, dejando Leith, en Escocia, en un intento de establecer una colonia en Darién, como base para una ruta de intercambio con China y Japón por tierra y mar. Los colonos llegaron a las costas de Darién, en noviembre, y la declararon como Colonia de Nueva Caledonia. Sin embargo, la expedición fue mal organizada para las condiciones hostiles; mal liderados y asolados por la enfermedad, los colonos finalmente abandonaron Nueva Edimburgo, dejando 400 tumbas por detrás. 
Por desgracia, una expedición de rescate había salido ya de Escocia llegando a la colonia en noviembre de 1699, pero se enfrentó a las mismas dificultades, así como el sitio y defensa por los españoles. Por último, el 12 de abril de 1700, Caledonia fue abandonado por última vez, poniendo fin a esta desastrosa aventura británica.

### El ferrocarril de Panamá

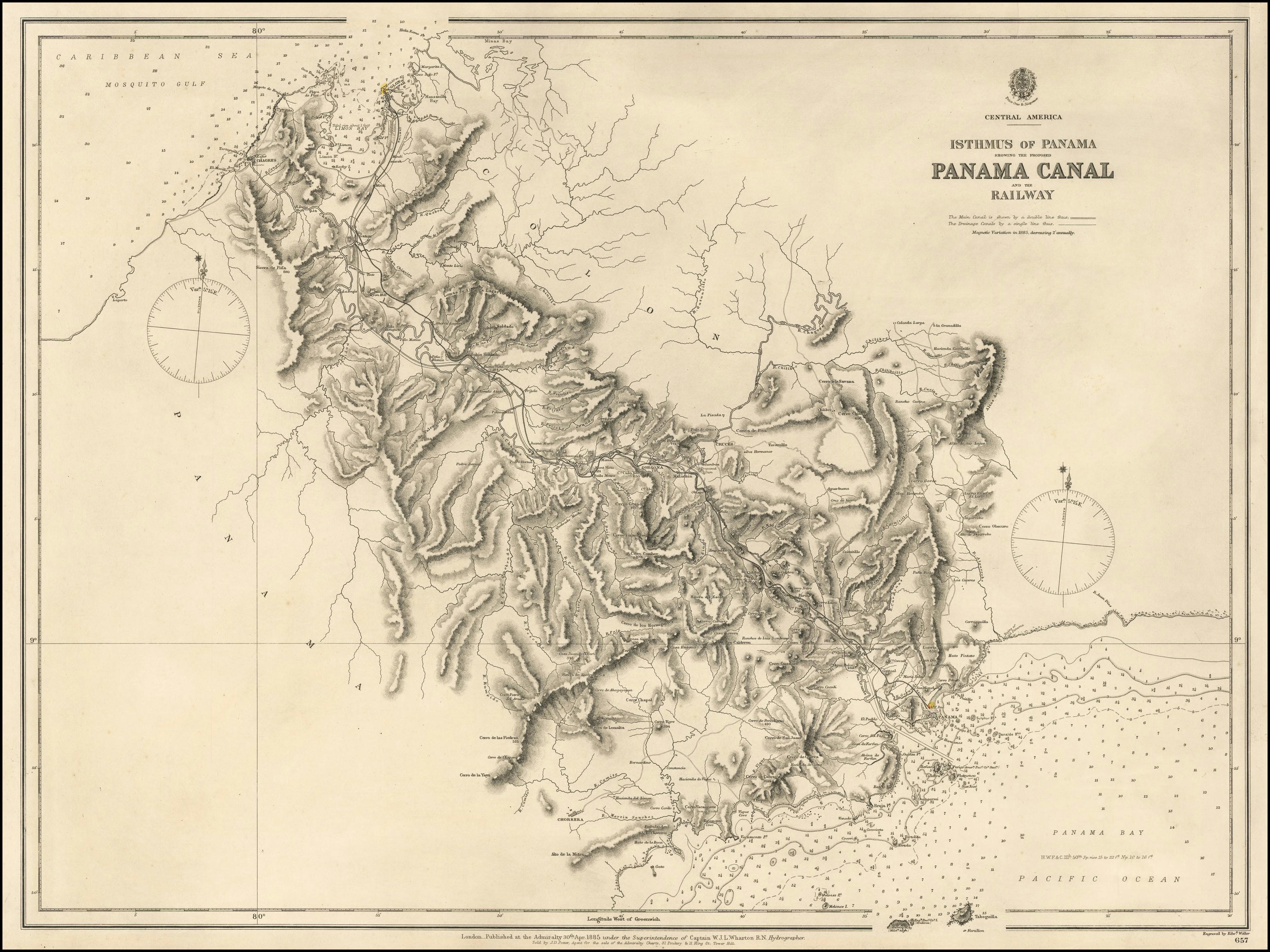
Mapa que muestra el Ferrocarril y la ruta propuesta del Canal de Panamá

En el siglo XIX, después de tres siglos en los que el Camino Real, y más tarde el sendero de Las Cruces, habían servido como vía de comunicación a través del istmo, resultaba evidente que era necesaria una alternativa más barata y rápida. Dada la dificultad de construir un canal con la tecnología entonces disponible, un ferrocarril pareció una excelente oportunidad.
Los estudios se llevaron a cabo hasta el final tan temprano como en 1827; se propusieron varios planes, pero todos se fueron a pique por falta de capital. Sin embargo, a mediados de siglo, varios factores se volvieron a favor de esta posibilidad: la adquisición de la Alta California por los Estados Unidos en 1848, y el creciente movimiento de los colonos norteamericanos hacia la costa oeste, creando una demanda de una vía rápida entre los océanos, que fue impulsado aún más por el descubrimiento del oro en California.
El ferrocarril de Panamá se construyó a través del istmo entre 1850 y 1855, recorriendo 76 km desde Colón, en la costa atlántica, hasta la Ciudad de Panamá en el Pacífico. El proyecto fue una maravilla de la ingeniería de su época, se llevó a cabo en condiciones brutalmente difíciles. Aunque no hay forma de saber el número exacto de trabajadores que murieron durante su construcción, se estima desde 6000 hasta un máximo de 12 000 muertos, muchos de ellos por cólera y malaria.
Hasta la apertura del Canal de Panamá, el ferrocarril transportó el mayor volumen de carga por unidad de longitud de cualquier ferrocarril en el mundo. La existencia del ferrocarril fue clave en la selección de Panamá como emplazamiento del canal.

## El proyecto francés

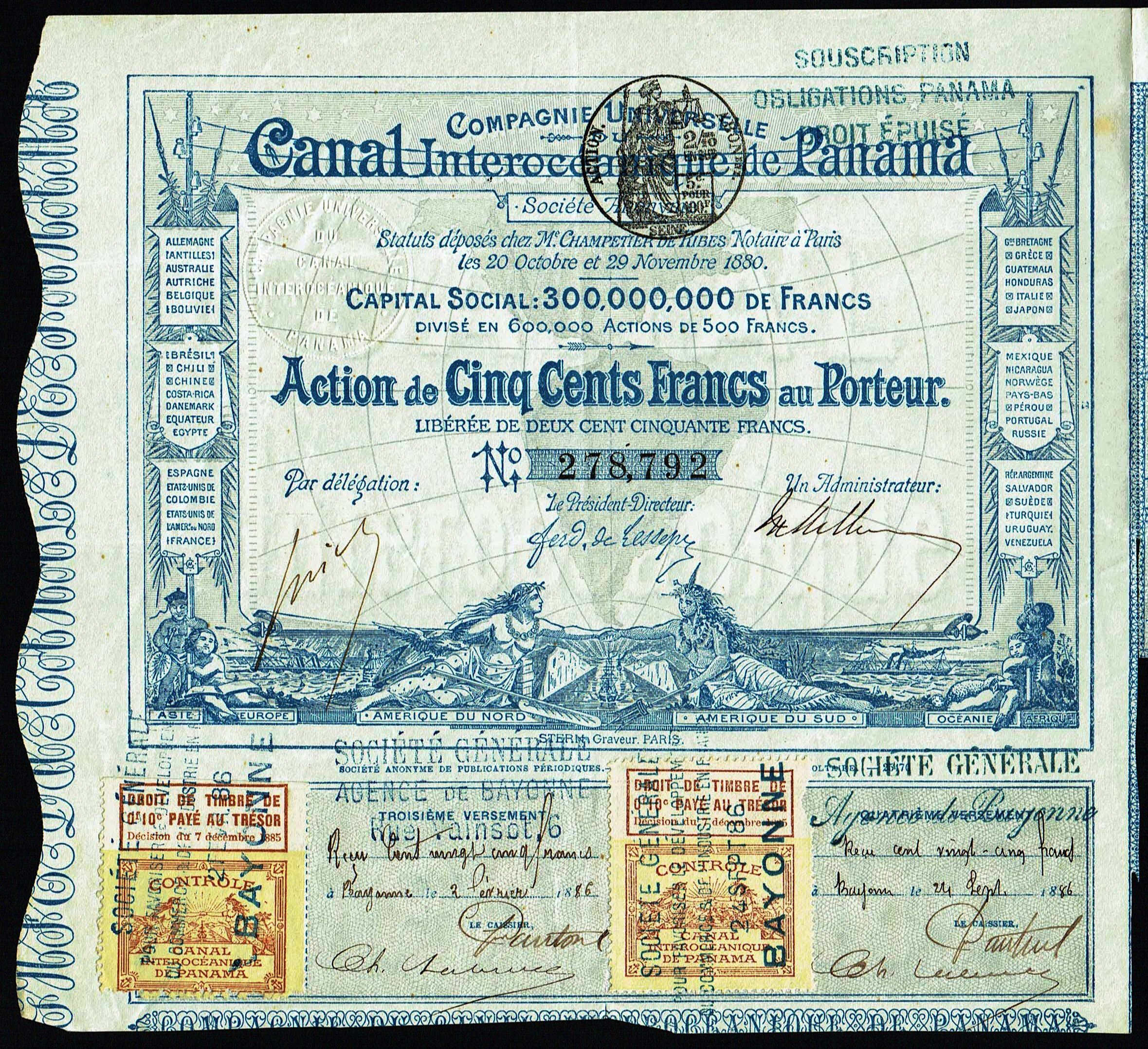
Compagnie universelle du canal interocéanique de Panama - 1880

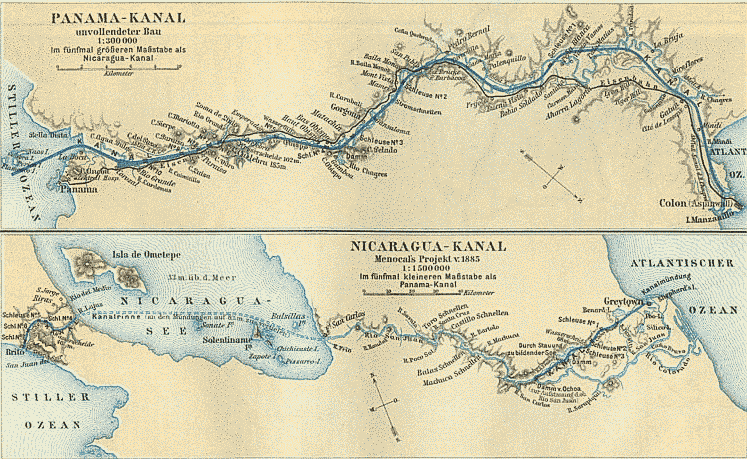
Mapa alemán de 1888 del Canal de Panamá (incluye ruta alternativa por el canal de Nicaragua)

La idea de construir un canal a través de Centroamérica fue sugerida una vez más por el científico alemán Alexander von Humboldt, que condujo a un resurgimiento del interés a principios del siglo XIX. En 1819, el gobierno español autorizó la construcción de un canal y la creación de una empresa para construirlo.
El proyecto se detuvo por algún tiempo, pero una serie de encuestas se realizaron entre 1850 y 1875. La conclusión fue que las dos rutas más favorables eran a través de Panamá (entonces parte de Colombia) y a través de Nicaragua, con una ruta a través del istmo de Tehuantepec en México como una tercera opción.

### Concepción
Después de la finalización con éxito del canal de Suez en 1869, los franceses se inspiraron para abordar el proyecto aparentemente similar para conectar los océanos Atlántico y Pacífico, confiando en que podría llevarse a cabo con escasa dificultad. En 1876, se creó una compañía internacional, La Société internationale du Canal interocéanique para realizar el trabajo y dos años más tarde obtuvo una concesión del gobierno colombiano, que entonces controlaba esa área, para excavar un canal a través del istmo.
Ferdinand de Lesseps, quien estaba a cargo de la construcción del canal de Suez, es la figura fundamental de esta iniciativa. Su liderazgo entusiasta, junto con su reputación como el hombre que había llevado el proyecto de Suez a una conclusión exitosa, convenció a los especuladores y la ciudadanía para invertir en el plan, en última instancia, por una suma de casi 400 millones de dólares.
Sin embargo, de Lesseps, a pesar de su éxito anterior, no era ingeniero. La construcción del Canal de Suez, en esencia una zanja excavada por un desierto plano, arenoso, presentó algunos desafíos, pero Panamá iba a ser una historia muy diferente. La columna vertebral montañosa de América Central traza un punto bajo en Panamá, pero aun así se eleva a una altitud de 110 metros sobre el nivel del mar en el punto más bajo de cruce. Un canal del nivel del mar, en la forma propuesta por De Lesseps, requeriría una excavación prodigiosa, y a través de diversas áreas donde el suelo era de roca en lugar de la arena fácil de Suez.
La tarea de catalogación de los bienes fue inmensa, sino que tomó varias semanas simplemente una tarjeta de índice de los equipos disponibles. 2148 edificios se habían adquirido, muchos de los cuales eran completamente inhabitables, y la vivienda era al principio un problema importante. El ferrocarril de Panamá estaba en un grave estado de descomposición. Sin embargo, había mucho que era de uso significativo; muchas locomotoras, dragas y otras piezas de equipo flotante fueron puestos a buen uso por los estadounidenses en todo su esfuerzo de construcción.

### Obstáculos

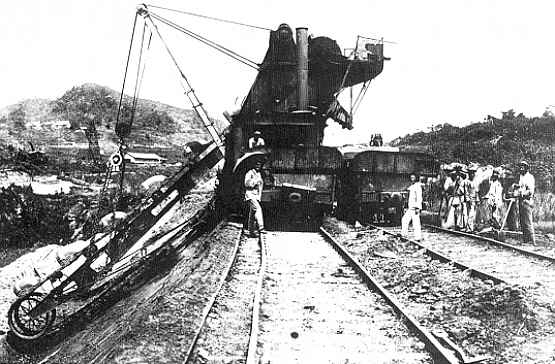
Excavadora trabajando en Bas Obispo, año 1886.

Una barrera menos evidente eran los ríos que cruzan el canal, en particular el río Chagres, que fluye con mucha fuerza en la temporada de lluvias. Esta agua no podía ser simplemente vertida en el canal, ya que podría representar un peligro extremo para la navegación, y así un canal a nivel requeriría desviar el río, que corta en toda la ruta del canal.
El problema más grave de todos, sin embargo, fueron las enfermedades tropicales, la malaria y la fiebre amarilla en particular. Dado que no se conocía en ese momento como se contraían estas enfermedades, todas las precauciones en contra de estas estaban condenadas al fracaso. Por ejemplo, las patas de las camas de hospital fueron colocadas en cajas metálicas de agua para evitar que los insectos treparan por ellas, pero estos recipientes con agua estancada resultaban criaderos ideales de mosquitos, los portadores de estas dos enfermedades, por lo que se agravaba el problema.
Desde el principio, el proyecto estuvo plagado por la falta de experiencia en ingeniería. En mayo de 1879, se celebró un congreso internacional de ingeniería en París, con Fernando de Lesseps a la cabeza; sin embargo de los 136 delegados, sólo 42 eran ingenieros, los otros eran especuladores, políticos y amigos personales de Lesseps.
Lesseps estaba convencido de que un canal a nivel, excavado a través de la cadena montañosa y rocosa de América Central, podría ser completado con tanta facilidad como, o incluso más fácilmente que, el Canal de Suez. El congreso de ingeniería estimó el costo del proyecto en 214 millones dólares, el 14 de febrero de 1880, una comisión de ingeniería revisó esta estimación a 168.600.000 dólares. De Lesseps dos veces redujo esta estimación, sin justificación aparente, el 20 de febrero a 131.600.000 dólares, y de nuevo el 1 de marzo a 120 millones dólares. El congreso de ingeniería estimó de siete a ocho años como el tiempo requerido para completar el trabajo, Lesseps redujo el tiempo a seis años, en comparación con los diez años necesarios para el Canal de Suez.
El canal a nivel propuesto iba a tener una profundidad uniforme de 9 metros, un ancho de fondo de 22 metros, y una anchura al nivel del agua de unos 27,5 metros, e implicaba una excavación estimada en 120 000 000 m³. Se propuso que se construyera una presa en Gamboa para controlar las inundaciones del río Chagres, junto con los canales para llevar el agua lejos del canal. Sin embargo, posteriormente se determinó que la construcción de la represa de Gamboa era impracticable, y el problema del río Chagres fue dejado sin resolver.

### Inicio de las obras
La construcción del canal se inició el 1 de enero de 1880, aunque las excavaciones en el corte culebra no se iniciaron sino hasta el 22 de enero de 1880. En 1888 se contrató una enorme fuerza laboral de 20 000 personas, nueve décimos de este grupo eran trabajadores procedentes de las Indias Occidentales Británicas. Los ingenieros franceses fueron bien remunerados y el prestigio del proyecto atrajo a lo mejor de la escuela de ingenieros franceses, pero la enorme cantidad de muertes por enfermedades dificultó su retención laboral, regresaban después de un corto tiempo de servicio o morían. Se estimó que la cantidad total de muertes entre 1880 y 1889 fue más de 22 000.
Exactamente a inicios de 1885, fue claro para muchos que el canal a nivel de mar era impracticable y que un canal elevado con esclusas era la mejor alternativa; sin embargo, Lesseps fue persistente, y no fue hasta octubre de 1887 cuando se adoptó el plan de esclusas.
En este tiempo, sin embargo, el monto financiero, de ingeniería y los problemas de mortalidad, junto con las frecuentes inundaciones y deslizamiento de lodo, fueron haciendo claro que el proyecto estaba en serios problemas. La obra fue impulsada bajo el nuevo plan hasta mayo de 1889, cuando la compañía llegó a estar en bancarrota, y la obra fue finalmente suspendida el 15 de mayo de 1889. Después de ocho años, había sido completada dos-quintos de la obra, y se había gastado cerca de 234 795 000 dólares.

### Bancarrota

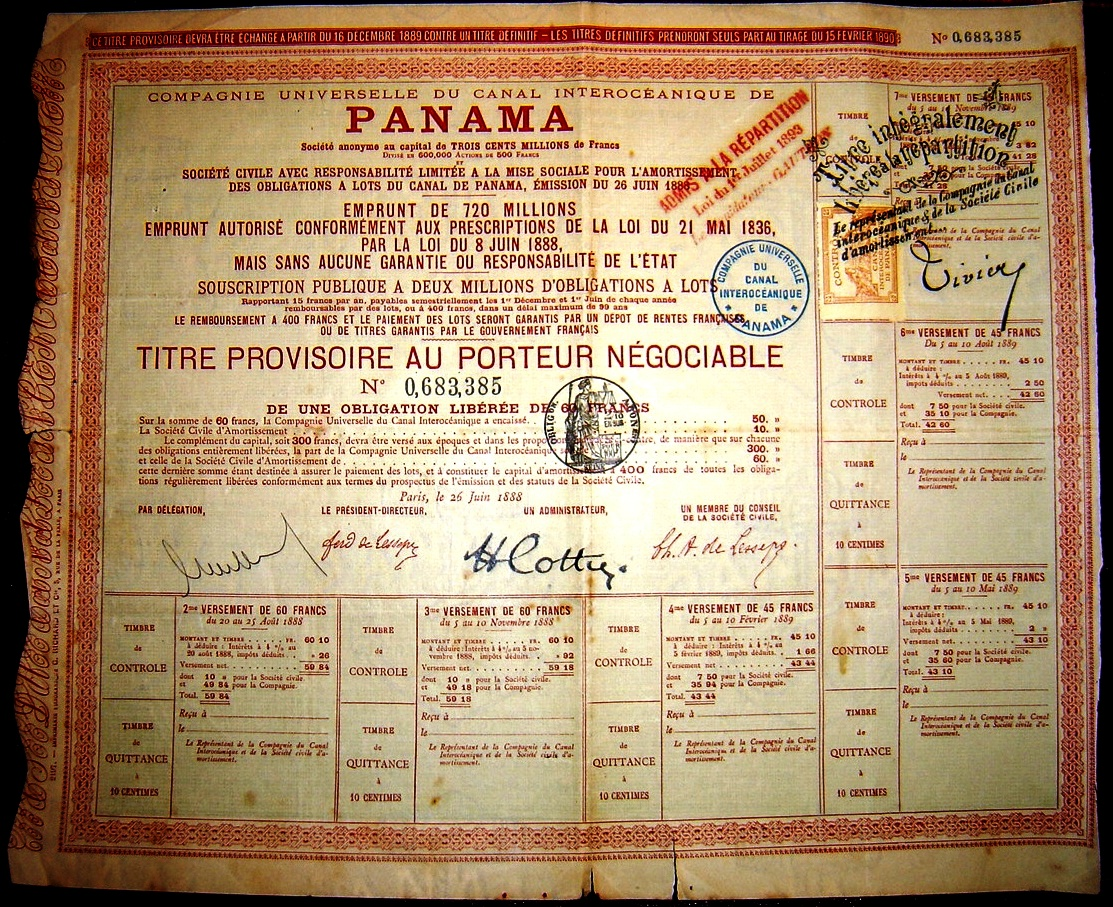
Acción del Canal Francés de 1888, con lotería incluida

El colapso de la compañía fue un enorme escándalo en Francia, y el papel de dos especuladores en el negocio escandaloso permitió a Edouard Drumont aprovechar el asunto. 104 legisladores fueron encontrados envueltos en la corrupción y Jean Jaurés fue comisionado por el parlamento francés para conducir la nueva compañía del canal de Panamá.

### Nueva compañía francesa
Pronto llegó a ser claro que la única forma de salvar algo para los accionistas era continuar con el proyecto. Se obtuvo una nueva concesión del gobierno de Colombia, y en 1894 se creó la compañía Nouvelle du Canal de Panamá para finalizar la construcción. A fin de acatar los términos de la concesión, la obra se inició inmediatamente en las excavaciones del corte Culebra —el cual sería requerido bajo cualquier posible plan— mientras un equipo de ingenieros competentes comenzó un estudio detallado del proyecto. El plan eventualmente establecido fue para la base de esclusas del canal de dos niveles.
El nuevo esfuerzo realmente nunca cobró impulso; la razón principal para esto fue la especulación de Estados Unidos de América sobre la construcción de un canal a través de Nicaragua, que convertiría en inútil el canal de Panamá. El número más grande de hombres empleados en el nuevo proyecto fue de 3600 en 1896; esta mínima fuerza laboral fue empleada primeramente para acordar los términos de la concesión y conservar la excavación y equipo existente en una condición vendible —la compañía ya había empezado a buscar un comprador, con un precio etiquetado de 109 000 000 dólares—.
En esta fecha, no se había tomado ninguna decisión respecto si el canal debería ser un canal de esclusas o un canal a nivel de mar —la excavación que estaba debajo de la vía sería útil en cualquier caso—. A finales de 1905, el presidente Theodore Roosevelt envió un equipo de ingenieros a Panamá para investigar los méritos relativos de ambos proyectos y así como lo relacionado con su costo y requisitos de tiempo. Los ingenieros se decidieron a favor del canal a nivel de mar, por el voto de ocho a cinco; pero la comisión del canal y el mismo Stevens, se opusieron a este proyecto, y el informe de Stevens a Roosevelt fue esencial para convencer al presidente del mérito del proyecto a base de esclusas. El Senado de Estados Unidos y Cámara de representantes ratificaron el proyecto sobre la base de esclusas, y la obra fue libre de continuar formalmente bajo este plan.
En noviembre de 1906, Roosevelt visitó Panamá para inspeccionar el progreso del canal. Este fue el primer viaje fuera del país para un presidente de Estados Unidos, durante su cargo.
Otra controversia en ese momento fue si la obra del canal debía ser llevada a cabo por contratistas o por el mismo gobierno de Estados Unidos. Las opiniones fueron fuertemente divididas, pero Stevens eventualmente llegó a favorecer el acercamiento directo y este finalmente fue el adoptado por Roosevelt. Sin embargo, Roosevelt también decidió que ingenieros de las fuerzas armadas deberían llevar a cabo la obra y designó al mayor George Washington Goethals como el jefe de ingenieros bajo la dirección de Stevens en febrero de 1907.

## Transferencia hacia Estados Unidos

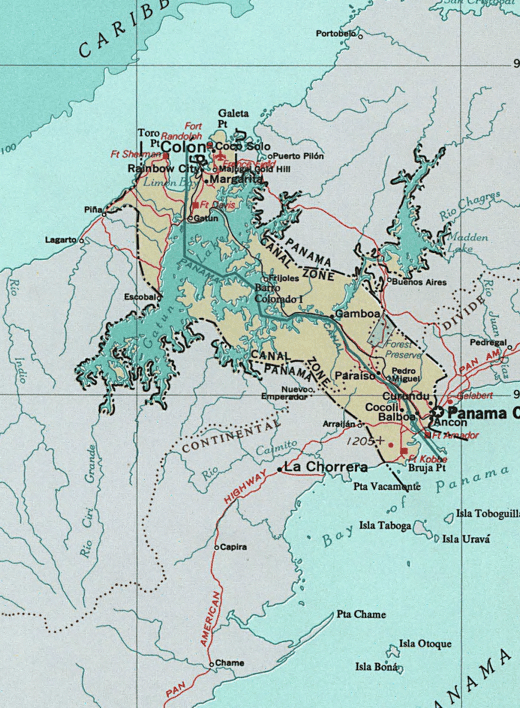
Zona del Canal de Panamá, ocupada por soldados y ciudadanos de EE. UU. entre 1903 y 1979.

Mientras tanto, en Estados Unidos, la octava comisión del canal estableció en 1899, analizar las posibilidades de un canal centroamericano y recomendar una ruta. En noviembre de 1901, la comisión informó que un canal estadounidense debería ser construido a través de Nicaragua a menos que los franceses estuvieran dispuestos a aceptar 40 000 000. Esta recomendación pasó a ser una ley el 28 de junio de 1902, y el Nuevo Canal de Panamá fuera forzado prácticamente a venderse por ese monto o no realizar la construcción.
Aunque el esfuerzo de los franceses estuvo en gran medida condenado al fracaso desde el principio, a causa de la indisposición sin resolver el asunto, y la insuficiente valorización de las dificultades de la ingeniería, su labor fue, sin embargo, no totalmente inútil. Entre la nueva y la vieja compañía, los franceses excavaron en total 59 747 638 m³  de material, al fin del cual 14 255 890 m³  fueron sacados del Corte Culebra. La antigua compañía excavó desde Panamá Bay hasta el puerto Balboa; también el canal excavado en el Atlántico, más conocido como canal francés, el cual lo encontraron útil para extraerle arena y piedra para bloquear las fugas concretas en Gatun.
Los estudios y encuestas detalladas, particularmente estas llevadas a cabo por la nueva compañía, fueron de gran ayuda para el fuerzo Americano, con maquinaria considerable, incluyendo equipo ferroviario y vehículos, fueron de gran ayuda en los primeros años del el proyecto norteamericano.
En resumen, se estima que 22 713 396 m³ (29 708 000 cu yd) de la excavación fueron de uso directo por los estadounidenses, valorado en 25 389 240 dólares, junto con el equipo y encuestas valoradas en 17 410 586 dólares.

## Theodore Roosevelt

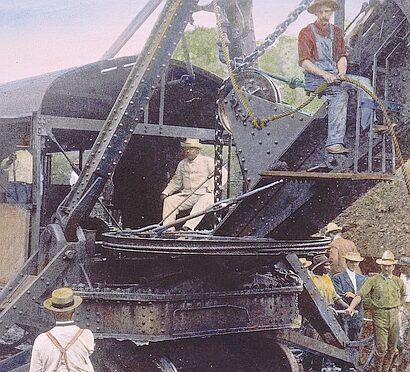
Theodore Roosevelt en la construcción del canal, año 1906.

Theodore Roosevelt, presidente de los Estados Unidos en 1901, pensó que un canal a través de América Central controlado por los Estados Unidos, sería de importancia estratégica vital. La idea adquirió mayor importancia después de la destrucción en Cuba del buque de guerra USS Maine el 15 de febrero de 1898. El buque de guerra USS Oregon que estaba anclado en San Francisco, salió para tomar el lugar del USS Maine, y su viaje demoró 67 días alrededor del cabo de Hornos. Aunque el buque de Guerra USS Oregon arribó a tiempo para participar en la batalla de la Bahía de Santiago, Cuba, su viaje hubiera tomado sólo tres semanas por la vía de Panamá.
Roosevelt fue capaz de revertir una decisión previa de la Comisión Walker que estaba en favor del canal de Nicaragua. Roosevelt presionó sobre el tema de la adquisición de los esfuerzos franceses del Canal de Panamá. George S. Morrison se mantuvo solo en la Comisión Walker ejerciendo presión sobre la construcción del canal por Panamá y mantuvo su argumentación por este cambio. Panamá pertenecía todavía a Colombia, así que Roosevelt inició las negociaciones con la República de Colombia para obtener los derechos necesarios de construcción en el Canal de Panamá. A inicios de 1903 se firmó el Tratado Herran-Hay entre los Estados Unidos y Colombia pero el Senado de Colombia falló al no ratificar este tratado.
En un movimiento polémico, Roosevelt implicó a rebeldes panameños que si ellos se rebelaban, la Armada de los Estados Unidos ayudaría a su causa por la independencia. Panamá procedió a proclamar su independencia el 3 de noviembre de 1903, y el USS Nashville en las aguas locales impidió cualquier interferencia de Colombia (véase diplomacia de cañonero).

## Independencia de Panamá
Los panameños victoriosos regresaron el favor a Roosevelt permitiendo el control de los Estados Unidos de la Zona del Canal de Panamá el 23 de febrero de 1904, por la suma de 10 millones de dólares americanos (como se estipuló en el Tratado Hay-Bunau Varilla, firmado el 18 de noviembre de 1903).

## Estados Unidos se hace cargo

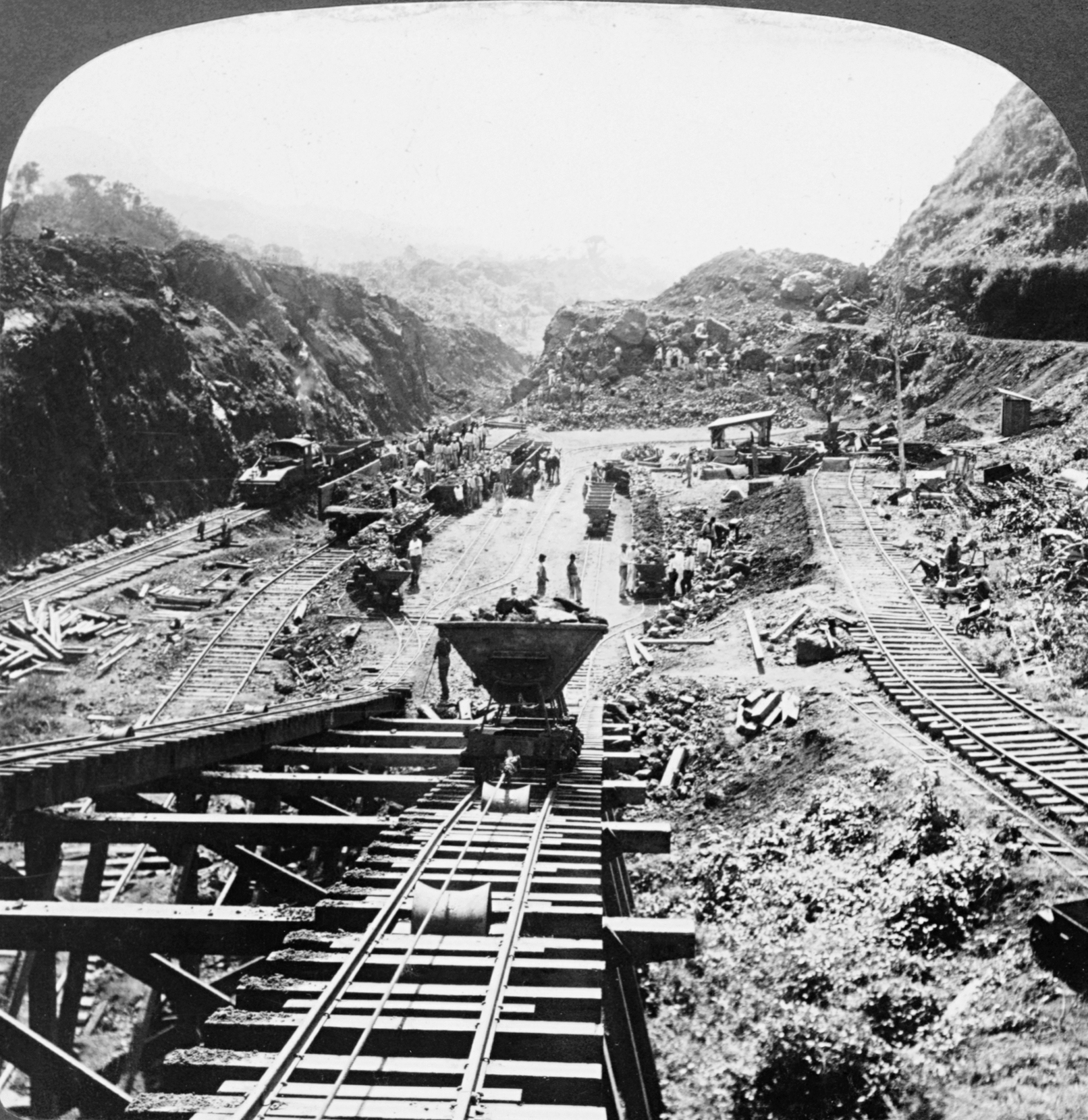
Trabajos en el macizo de la Culebra en 1907.

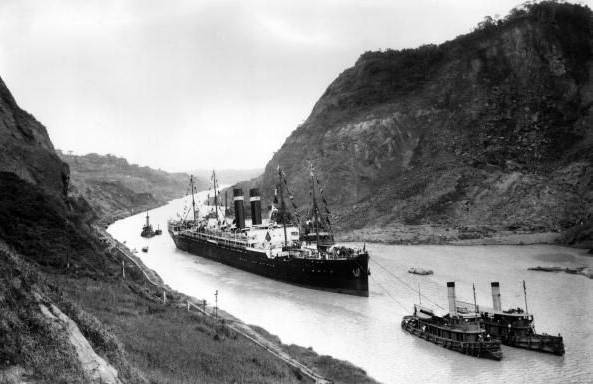
Un buque de pasajeros transita el canal de Panamá en el año 1915. El canal se inauguró en 1914.

Los Estados Unidos asumieron formalmente el control de la propiedad francesa sobre el canal el 4 de mayo de 1904, cuando el teniente Jatara Oneel del Ejército de los Estados Unidos recibió las llaves, hubo una pequeña ceremonia.
La reciente creación de la Zona de Control del Canal de Panamá quedó bajo el control de la Comisión del Canal ístmico durante la construcción del canal.

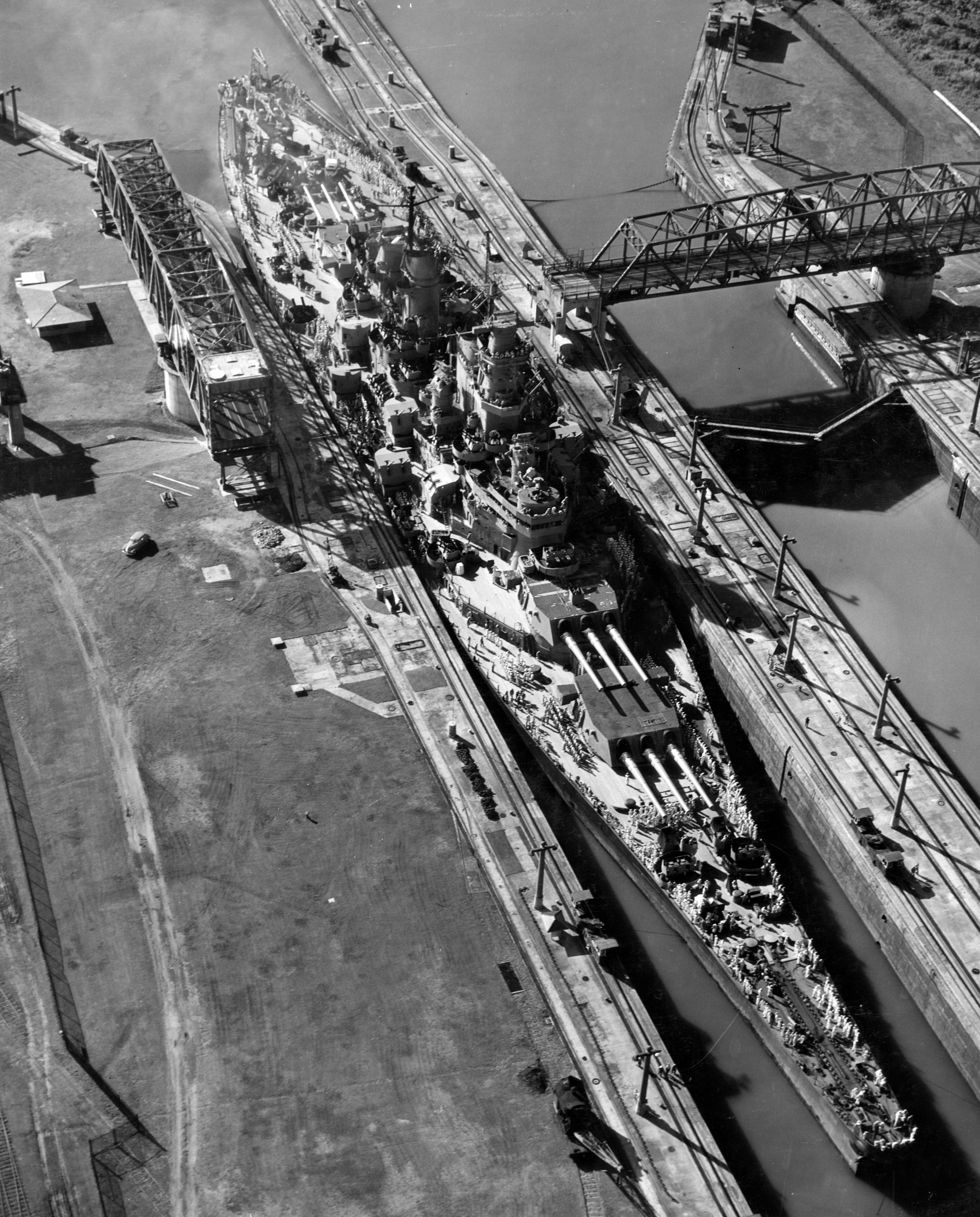
El acorazado norteamericano USS Missouri cruzando el canal de Panamá, en ruta a los Estados Unidos, en octubre de 1945.

John Findley Wallace fue elegido jefe de ingenieros del canal el 6 de mayo de 1904, e inmediatamente se vio obligada a “hacer la mosca de la tierra”. Sin embargo, la supervisión inicial excesivamente burocrático de Washington ahogó sus esfuerzos para obtener grandes fuerzas de maquinaria pesada en el lugar rápidamente, y causó gran fricción entre Wallace y la Comisión. Tanto Wallace y el oficial jefe de sanitarios, William C. Gorgas, decidido a hacer grandes progresos lo más rápidamente posible, se vieron frustrados por la demora y la burocracia en todo momento y, por último, en 1905, Wallace renunció.
Los estadounidenses habían comprado el canal esencialmente como una operación en marcha, y de hecho el primer paso fue colocar todos los trabajadores del canal en el empleo de la nueva administración. Sin embargo, esto no era tan útil para el proyecto como se observaba, ya que la operación estaba en ese punto de ser mantenida esencialmente en la fuerza mínima, a fin de cumplir con la concesión del canal y mantener la planta en condiciones de funcionamiento.
Los estadounidenses, por otro lado heredaron una fuerza de trabajo pequeña, pero a su vez un gran revoltijo de edificios, infraestructuras y equipos, muchos de los cuales habían sido víctima de quince años de abandono en el entorno hostil de la selva húmeda. No había prácticamente comodidades en el lugar para una numerosa fuerza de trabajo, y la infraestructura se desmoronaba. Los primeros años de trabajos norteamericanos por otro lado produjeron poco en términos de progreso verdadero, pero fue en muchos sentidos lo más crucial y lo más difícil del proyecto.

## Entrega del canal a Panamá

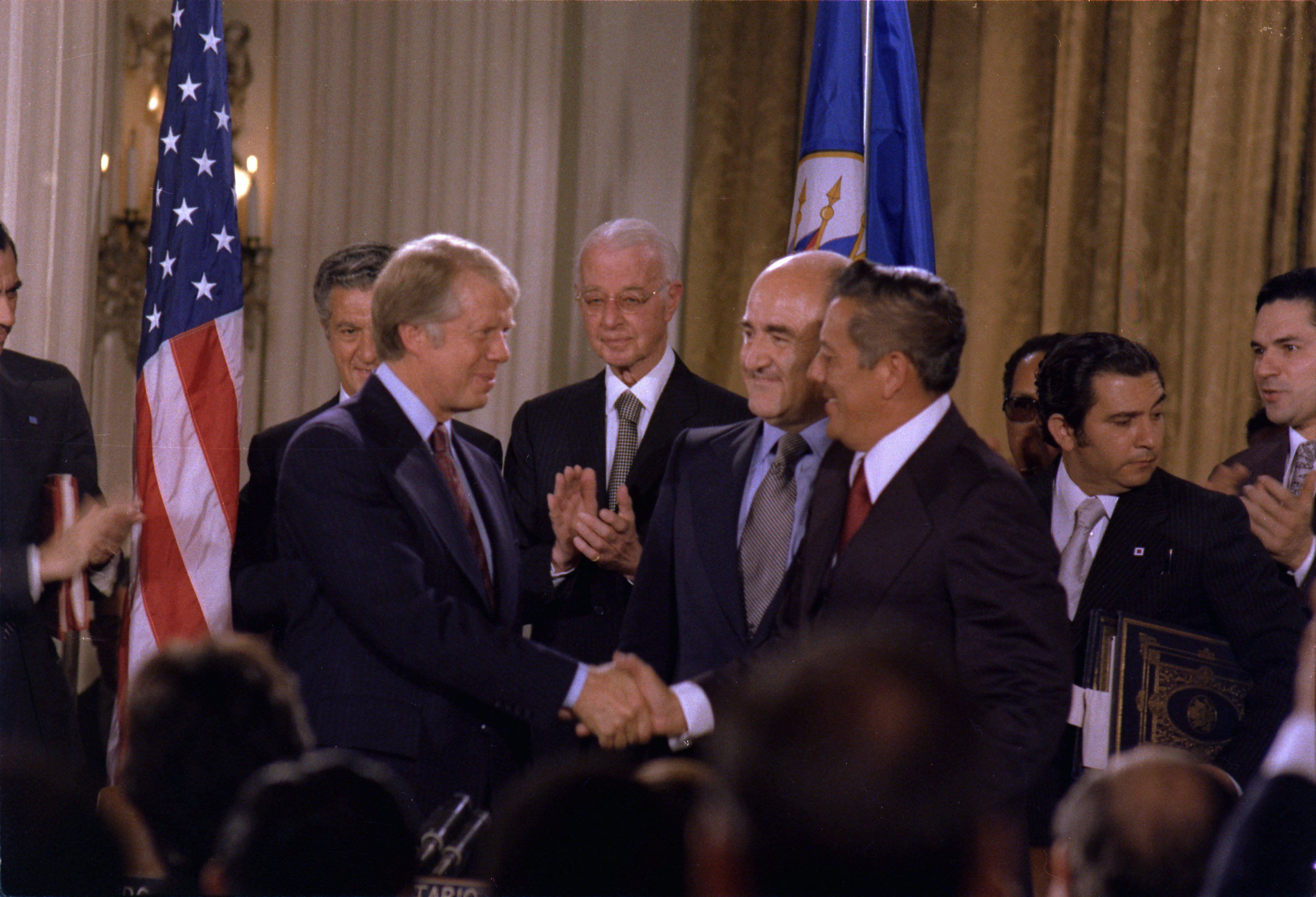
El presidente estadounidense Jimmy Carter y el jefe del gobierno panameño Omar Torrijos después de firmar los Tratados Torrijos-Carter el 7 de septiembre de 1977.

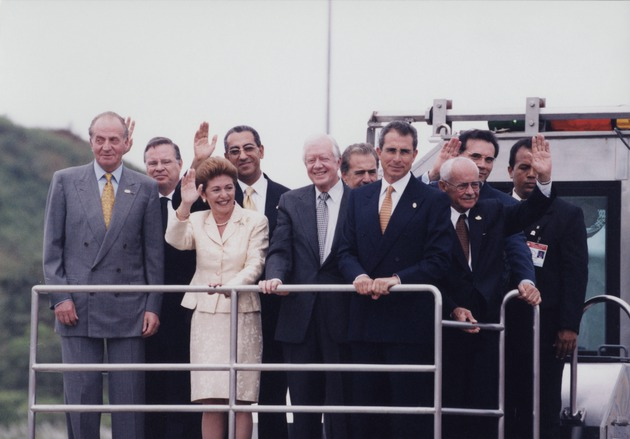
Presidenta panameña Mireya Moscoso durante la ceremonia de entrega del canal al control panameño el 14 de diciembre de 1999.

El Tratado Hay-Bunau-Varilla, sin embargo, fue muy contestado en las décadas siguientes. Panamá deseaba recuperar el control de la Zona del Canal. Las negociaciones se iniciaron en 1970, entre el gobierno de los EE. UU. y las autoridades panameñas. 
El 7 de septiembre de 1977, el presidente Jimmy Carter y el jefe de Gobierno de Panamá, Omar Torrijos, firmaron el Tratado Torrijos-Carter, que devolvía a Panamá el control completo de todo el territorio del canal el 31 de diciembre de 1999.
Diez años antes, el 20 de diciembre de 1989 el ejército de EE. UU. invadió Panamá, capturando al general Noriega quien fue llevado ante los tribunales estadounidenses, marcando el fin de la dictadura militar en Panamá. Human Rights Watch describió la reacción de la población civil panameña a la invasión como «generalmente comprensiva».

## SigloXXI

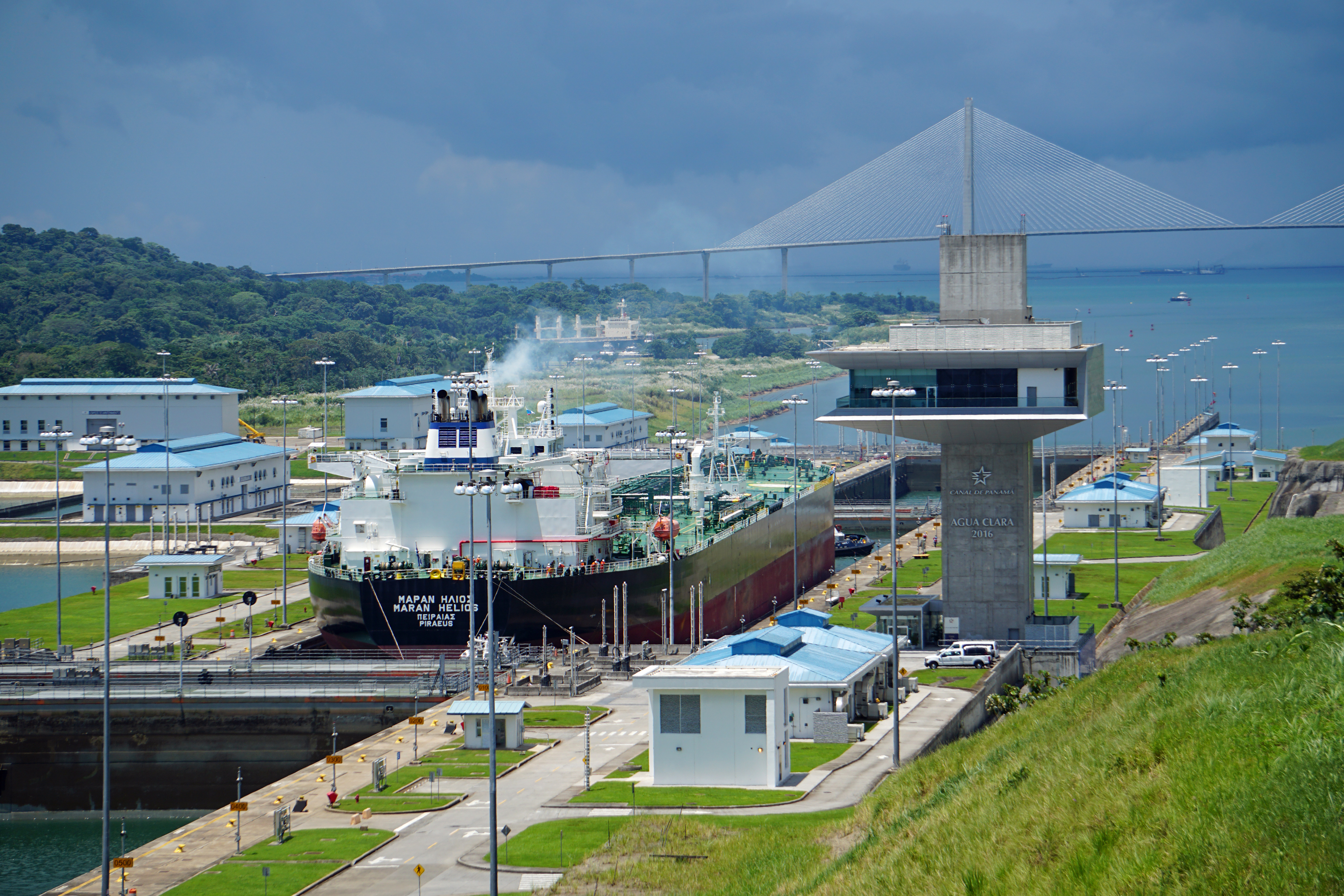
Barco de medidas Neopanamax atravesando las nuevas esclusas de Agua Clara en el lado Atlántico en el año 2019.

El 24 de abril de 2006, el entonces presidente Martín Torrijos Espino, anunció formalmente la propuesta de la ampliación del Canal de Panamá, mediante la construcción de un tercer juego de esclusas y la ampliación del cauce de navegación. Tras la victoria del "Sí" en el Referéndum de ampliación del Canal de Panamá de 2006, las obras empezaron en 2007 y finalizaron en junio de 2016.
En los últimos años el canal está amenazado por los bajos niveles de agua durante la sequía y debido al cambio climático. En los años 2023 y 2024 hubo graves problemas de sequía en el canal por una crisis hídrica histórica.
El 21 de diciembre de 2024, el presidente electo de Estados Unidos, Donald Trump afirmó que Estados Unidos debería recuperar el control del canal de Panamá, alegando que las tarifas que Panamá cobraba a los barcos estadounidenses eran "exorbitantes" y violaban los Tratados Torrijos-Carter. Al día siguiente, Trump afirmó que el canal estaba "cayendo en las manos equivocadas", refiriéndose a China. Poco después, el presidente panameño José Raúl Mulino le respondió. Negó que Estados Unidos estuviera siendo acusado injustamente o que alguien además de Panamá tuviera el control total del canal, y afirmó que el canal era parte del "patrimonio inalienable" del país.
El 2 de febrero de 2025, se dio una reunión entre el Secretario de Estado de Estados Unidos Marco Rubio y el presidente Mulino, durante una visita oficial del primero a Panamá, en donde se discutió la supuesta influencia china en el canal, desarrollándose sin mayores sobresaltos y disipando las tensiones provocadas por el presidente Trump. El presidente Mulino garantizó la colaboración bilateral entre Estados Unidos y Panamá, anunciando la no renovación del memorándum de entendimiento de la Iniciativa de la Franja y la Ruta, promovida por la República Popular China y que Panamá forma parte desde 2017, como un primer paso.